# The Fuse
Albums de Pennywise
From the Ashes Reason to Believe
The Fuse est le huitième album du groupe de skate punk américain Pennywise, paru en 2005.
C'est leur dernier album sur Epitaph Records.

## Liste des titres
1. Knock Down - 2:44
2. Yell Out - 2:34
3. Competition Song - 2:41
4. Take a Look Around - 2:14
5. Closer - 3:15
6. 6th Avenue Nightmare - 2:39
7. The Kids - 3:22
8. Fox TV - 2:36
9. Stand Up - 3:17
10. Dying - 2:18
11. Disconnect - 2:57
12. Premediated Murder - 2:40
13. Best I Can - 2:43
14. 18 Soldiers - 2:38
15. Lies - 4:02

## Composition
- Jim Lindberg : chant
- Fletcher Dragge : guitare
- Randy Bradbury : basse
- Byron McMackin : batterie